# Megan Pinske
Megan Ketty Pinske (Coquitlam, 31 ottobre 1988) è un'ex cestista canadese.

## Carriera
Con il Canada ha disputato i Campionati americani del 2009.